# Gary Sheffield (bobsleista)
Gary J. Sheffield (ur. 18 sierpnia 1936 w Lake Placid, zm. 20 listopada 2004 tamże) – amerykański bobsleista, czterokrotny medalista mistrzostw świata.

## Kariera
Pierwszy sukces w karierze Gary Sheffield osiągnął w 1951 roku, kiedy wspólnie z Stanleyem Benhamem, Patrickiem Martinem i Jamesem Atkinsonem zdobył srebrny medal podczas mistrzostw świata w Alpe d'Huez. W tej samej konkurencji reprezentacja USA w składzie: Arthur Tyler, Gary Sheffield, Parker Vooris i Charles Butler zdobyła złoty medal na mistrzostwach świata w St. Moritz w 1959 roku. Ostatnie sukcesy osiągnął podczas mistrzostw świata w Lake Placid w 1961 roku, gdzie zdobył dwa medale. Najpierw w parze z Butlerem zdobył srebro w dwójkach. Następnie razem z Tylerem, Voorisem i Butlerem zajął także drugie miejsce w czwórkach. Nigdy nie wystąpił na igrzyskach olimpijskich.
Po zakończeniu kariery został trenerem. Prowadził między innymi reprezentację USA podczas igrzysk olimpijskich w Lake Placid w 1980 roku.